# یوری رادونیک
یوری رادونیک (انگلیسی: Yuri Radonyak؛ ۸ اکتبر ۱۹۳۵ – ۲۸ مارس ۲۰۱۳ (aged 77)) ورزشکار بوکس اهل اتحاد جماهیر شوروی سوسیالیستی بود.
وی در مسابقات کشوری و بین‌المللی در مجموع برندهٔ ۱ مدال نقره شده‌است.